# Бистрице на Пернштејну
Бистрице на Пернштејну (чеш. Bystřice nad Pernštejnem) град је у Чешкој Републици. Град се налази у управној јединици Височина крај, у оквиру којег припада округу Ждјар на Сазави.

## Становништво
Према подацима о броју становника из 2014. године град је имао 8.444 становника.

## Партнерски градови
- Кримичау
- Богухвала
- Mád
- Вранов на Топлој